# Qussayy ibn Kilab
Qussayy ibn Kilab ibn Murra, també conegut senzillament com a Qussayy —àrab: قصي بن كلاب, Quṣayy b. Kilāb—, fou un ancestre del profeta Mahoma, en cinquè grau, i restaurador del culte preislàmic de la Kaba, a la Meca. Tradicionalment se l'esmenta com Qussayy ibn Kilab ibn Murra ibn Kab ibn Luayy ibn Fihr (o Qurayx) ibn Ghàlib. Va succeir el seu sogre Hulayl ibn Hubxiyya com a cap de culte a la Meca i va esdevenir guardià de la Kaba. A la seva mort el van succeir els seus quatre fills Abd-ad-Dar, Abd-Manaf, Abd-al-Uzza i Abd-Qussayy, sent el segon (a través del seu fill Hàixim) ancestre directe del profeta.